# إل. غاري ليال
إل. غاري ليال (بالإنجليزية: L. Gary Leal)‏ هو كيميائي ومهندس وأستاذ جامعي أمريكي، ولد في 18 مارس 1943 في مدينة بيلينغام في الولايات المتحدة.